# Bassus ochrosus
Bassus ochrosus är en stekelart som först beskrevs av Szepligeti 1902.  Bassus ochrosus ingår i släktet Bassus och familjen bracksteklar. Inga underarter finns listade.